# Matelea bicolor
Matelea bicolor är en oleanderväxtart som först beskrevs av Nathaniel Lord Britton och P. Wilson, och fick sitt nu gällande namn av R. E.Woodson. Matelea bicolor ingår i släktet Matelea och familjen oleanderväxter. Inga underarter finns listade i Catalogue of Life.